# Ectemnonotum karnyi
Ectemnonotum karnyi är en insektsart som beskrevs av Victor Lallemand 1929. Ectemnonotum karnyi ingår i släktet Ectemnonotum och familjen spottstritar. Inga underarter finns listade i Catalogue of Life.